# Vanessa Lachey
Vanessa Joy Lachey (nacida Vanessa Minnillo; Ángeles, Pampanga, Filipinas, 9 de noviembre de 1980) es una personalidad de televisión, reina de belleza, presentadora de televisión, modelo y actriz estadounidense. También fue nombrada Miss Teen USA en 1998. Fue corresponsal en Nueva York para Entertainment Tonight y presentó Total Request Live en MTV.

## Vida y carrera

### 1980–1997
Vanessa Joy Minnillo nació en el Centro Médico Regional Clark de USAF en Ángeles, Pampanga, Filipinas. Su padre, Vincent Charles Minnillo, es un ciudadano estadounidense de Cleveland, Ohio de ascendencia italiana e irlandesa, mientras que su madre, Helen Ramos Bercero, es de Manila, Filipinas. Minnillo tiene un hermano adoptado que es dos años mayor. Su padre movía a la familia con frecuencia debido a su servicio en la Fuerza Aérea. Vivió en Washington, California, Nevada, Florida, Alemania y Japón y asistió a ocho escuelas diferentes en nueve años. Los padres de Minnillo se separaron en 1983 y se divorciaron en 1986.
Los padres de Minnillo se volvieron a casar. Ella y su hermano Vincent Jr. se trasladaron a Turquía con su madre y su nuevo padrastro. En 1991, a raíz de la Operación Desert Shield, regresaron a la casa de su padre, estableciéndose finalmente en Charleston, Carolina del Sur, donde Minnillo asistió a la escuela católica "Bishop England High School" y fue animadora. A partir de entonces, vivió con su padre y su madrastra, Donna. También asistió a la escuela católica "Nuestra Señora de la Asunción", en San Bernardino, California, durante un año.

### 1998–2007
Minnillo fue coronada Miss South Carolina Teen USA y ganó el título de Miss Teen USA en 1998, la primera Miss Teen USA de Carolina del Sur y también la primera de Carolina del Sur para ser nombrada Miss Congeniality del concurso. Ella fue presentadora de Total Request Live (TRL) de MTV desde 2003 hasta 2007 y se convirtió en un corresponsal de la Ciudad de Nueva York para Entertainment Tonight en 2005. Minnillo fue presentadora de Miss Teen USA (2004) y fue copresentadora de Miss Universo (2007).
Después de salir de MTV y de Entertainment Tonight, Minnillo fue presentado en publicidad impresa y en Internet para la colección Primavera/Verano 2007 de BONGO Jeans.
Ella ha sido portavoz de Flirt! Cosmetics, una línea que ayudó a crear que debutó en agosto de 2007, en los grandes almacenes de Kohl's.
En mayo de 2006, la revista Maxim clasificó a Minnillo en el puesto 15 en su número anual Hot 100. Ha sido presentada en las portadas de Maxim (octubre de 2005, octubre de 2006), Shape (marzo de 2007) y Lucky (julio de 2007).

### 2007–presente
Lachey fue finalista en la competencia de E! para reemplazar a Brooke Burke como presentadora de Wild On!. Ella también presentó True Beauty, una competencia en la que 10 concursantes compiten por 100.000 dólares y la inclusión en «100 Most Beautiful People» de la revista People. La serie se estrenó en ABC el 5 de enero de 2009, con una primera temporada que se extendió hasta el 23 de febrero de 2009. ABC renovó la serie para una segunda temporada que se desarrolló desde el 31 de mayo de 2010 hasta el 19 de julio de 2010. Lachey se convirtió en copresentadora de Wipeout de ABC que comenzó en el invierno de 2011. Su primera aparición fue el 8 de diciembre de 2011. Debido a su embarazo, Lachey dejó el programa a finales de 2012 y fue reemplazada por Jill Wagner.
Lachey ha aparecido en series de televisión incluyendo That's Life, City Girls, 30 Rock, The Bold and the Beautiful, Psych, Hawaii 5-0 y Maybe It's Me. En 2008, interpretó a Ashlee en el episodio «No Tomorrow» de How I Met Your Mother. Ella protagonizó la comedia de 2008 Disaster Movie, una parodia de películas de desastre de Hollywood de gran presupuesto. Lanzado el 29 de agosto de 2008, la película tuvo un éxito moderado en la taquilla, ganando $ 34,624,652 en todo el mundo. La película recibió críticas extremadamente negativas, ganando seis nominaciones al Premio Razzie. A partir de enero de 2011, se encuentra en el número dieciséis en la parte inferior del Bottom 100 de IMDb.
Lachey (llamada entonces Minnillo) firmó para aparecer en Redefining Love, una comedia romántica de 2009, pero no figura en el reparto final.
En noviembre de 2009, TVGuide.com anunció que Minnillo sería estrella invitada junto a Kim Kardashian, coestrella de Disaster Movie, en CSI: NY de CBS. «Las chicas [Vanessa y Kim] retratan a dos mujeres que han logrado inventar un esquema muy interesante que termina en asesinato», confirmó la productora ejecutiva Pam Veasey. La excolega de MTV de Minnillo y amiga cercana, La La Vasquez, así como la venda tren, también apareció en el episodio. En 2011, fue invitada a 30 Rock como Carmen Chao, compañera de trabajo de Avery en NBC que compite por la misma promoción. Minnillo fue invitada más tarde protagonizando la entonces nueva serie Hawaii Five-0 con su entonces prometido Nick Lachey.
El 6 de septiembre de 2017, Lachey fue anunciada como una de las celebridades que participarán en la temporada 25 de Dancing with the Stars, compitiendo contra su esposo Nick. Ella fue emparejada con el bailarín profesional Maksim Chmerkovskiy. La esposa de Chmerkovskiy, Peta Murgatroyd, fue emparejada con Nick. El 30 de octubre, Lachey y Chmerkovskiy se convirtieron en la séptima pareja en ser eliminada de la competencia, terminando en el séptimo puesto.

## Vida personal

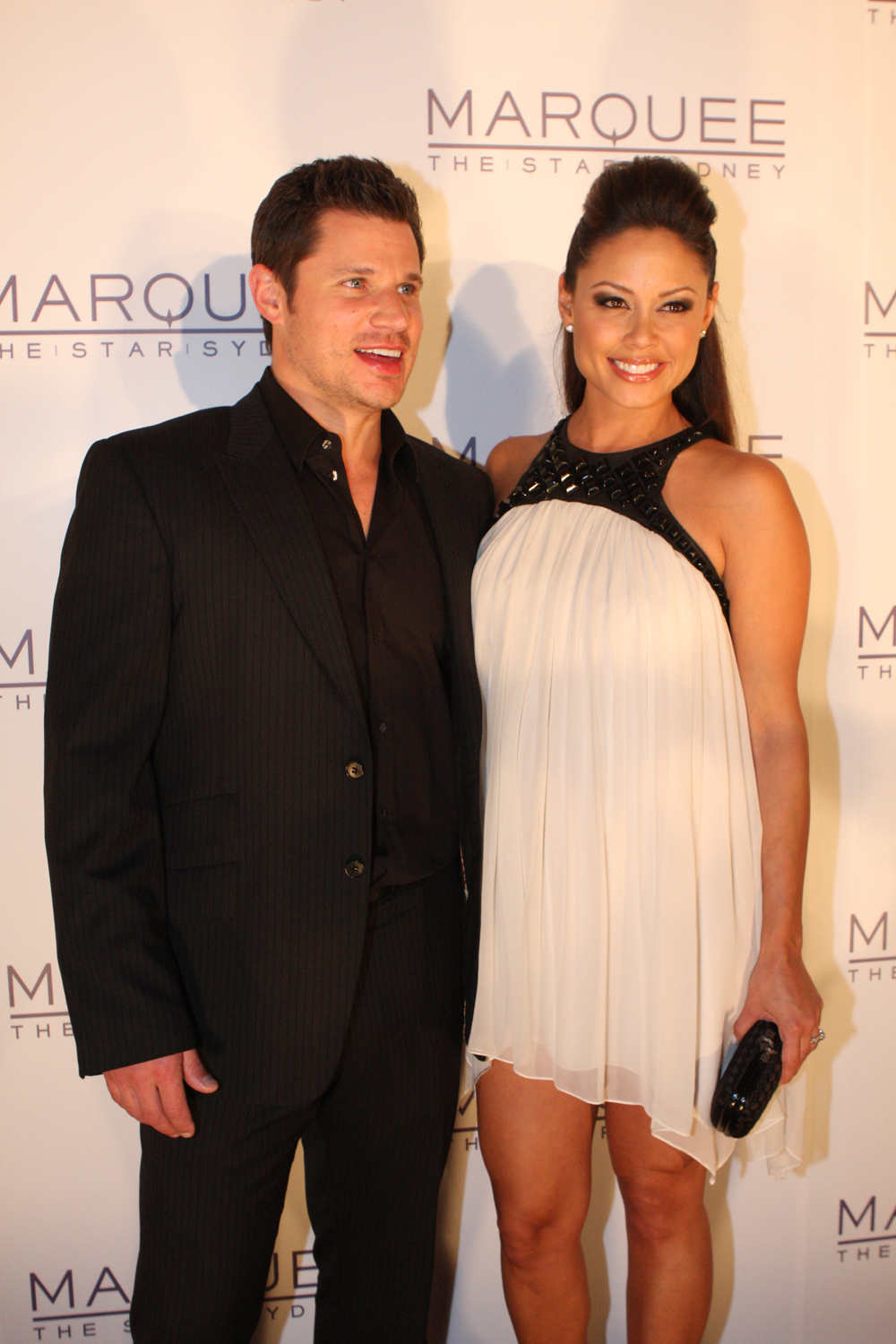
Nick y Vanessa Lachey

A partir de 2003, Minnillo estaba en una relación con el jugador de béisbol Derek Jeterr, que terminó en 2005.
Minnillo comenzó a salir con el cantante Nick Lachey en 2006 después de que se conocieron cuando apareció en el video musical de su canción «What's Left of Me». En junio de 2009, rompieron, pero en octubre de 2009, Lachey confirmó que estaban de nuevo juntos después de haber estado «solos por un minuto». Minnillo y Lachey se comprometieron en noviembre de 2010.
La pareja se casó el 15 de julio de 2011 en la Isla Necker privada de Sir Richard Branson en las Islas Vírgenes Británicas. Nick y Vanessa Lachey tienen tres hijos: un hijo, Camden, nacido en septiembre de 2012, una hija, Brooklyn, nacida en enero de 2015, y otro hijo, Phoenix, nacido en diciembre de 2016.

## Filmografía

### Película
| Año  | Película                          | Papel       | Notas |
| ---- | --------------------------------- | ----------- | ----- |
| 2007 | Los 4 Fantásticos y Silver Surfer | Julie Angel | Cameo |
| 2008 | Disaster Movie                    | Amy         |       |

### Televisión
| Año           | Título                                   | Papel                            | Notas                                                              |
| ------------- | ---------------------------------------- | -------------------------------- | ------------------------------------------------------------------ |
| 2001          | That's Life                              | Animadora                        | Episodio: «Oh, Crap!»                                              |
| 2001          | City Guys                                | Chica sexy                       | Episodio: «Dances with Malcolm»                                    |
| 2001          | The Bold and the Beautiful               | Amanda Wexler                    | Papel recurrente; 8 episodios                                      |
| 2002          | Maybe It's Me                            | Estudiante sexy                  | Episodio: «The Prom Episode: Part 2»                               |
| 2003          | The Break                                | Malia                            | Película de televisión                                             |
| 2004          | The Real World: San Diego                | Presentadora                     | Episodio: «2 Punk Rock 4 This: The Real World San Diego Reunion»   |
| 2005          | The Real World: Philadelphia             | Presentadora                     | Episodio: «Fistful of Philly: The Real World Philadelphia Reunion» |
| 2005–2015     | Entertainment Tonight                    | Ella misma / Corresponsal de NYC | 25 episodios                                                       |
| 2005-2006     | Total Request Live                       | Ella misma - Presentadora        | 2 episodios                                                        |
| 2006          | High School Stories                      | Ella misma - Presentadora        |                                                                    |
| 2007          | Miss Universo 2007                       | Ella misma - Presentadora        |                                                                    |
| 2008          | How I Met Your Mother                    | Ashlee                           | Episodio: «No Tomorrow»                                            |
| 2009–2010     | True Beauty                              | Ella misma - Presentadora        | 10 episodios                                                       |
| 2009          | CSI: NY                                  | Grace Chandler                   | Episodio: «Second Chances»                                         |
| 2010          | Psych                                    | Gina                             | Episodio: «Shawn and Gus in Drag (Racing)»                         |
| 2010          | When I Was 17                            | Ella misma                       | Episodio 1.8                                                       |
| 2010          | This Little Piggy                        |                                  | Película de televisión                                             |
| 2011–2012     | Wipeout                                  | Ella misma - Presentadora        | 3 episodios                                                        |
| 2011          | 30 Rock                                  | Carmen Chao                      | Episodio: «¡Qué Sorpresa!»                                         |
| 2011          | Hawaii Five-0                            | Susan                            | Episodio: «Powa Maka Moana»                                        |
| 2011          | Nick & Vanessa's Dream Wedding           | Ella misma                       | Boda televisada (reality de televisión)                            |
| 2013–14       | Dads                                     | Camilla                          | Papel principal; 19 episodios                                      |
| 2015          | Lachey's: Raising the Bar                | Ella misma                       | Reality de televisión                                              |
| 2015          | Truth Be Told                            | Tracy Cooper                     | Papel principal; 10 episodios                                      |
| 2016          | The First Wives Club                     | Sasha                            | Adaptación televisiva                                              |
| 2016          | Sebastian Says                           | Jenna                            | Película de televisión                                             |
| 2017          | Dancing with the Stars                   | Ella Misma / Participante        | Temporada 25                                                       |
| 2018          | Miss USA 2018                            | Copresentadora                   |                                                                    |
| 2020          | People Presents: Once Upon A Main Street | Amelia                           | Película de televisión                                             |
| 2020-presente | Love is Blind                            | Copresentadora                   | 25 episodios                                                       |
| 2021          | Call Me Kat                              | Tara Barnett                     | 3 episodios                                                        |
| 2021-2024     | NCIS: Hawaiʻi                            | Jane Tennant                     | Papel principal                                                    |
| 2022-presente | The Ultimatum: Marry or Move On          | Copresentadora                   | 10 episodios                                                       |
| 2022          | I Can See Your Voice                     | Panelista                        | Temporada 2 episodio 10                                            |
| 2022-23       | NCIS                                     | Jane Tennant                     | 3 epidodios                                                        |
| 2023          | NCIS: Los Ángeles                        | Jane Tennant                     | Episodio: « A Long Time Coming»                                    |

### Vídeos musicales
| Año  | Vídeo               | Artista(s)  | Notas           |
| ---- | ------------------- | ----------- | --------------- |
| 2006 | «What's Left of Me» | Nick Lachey | Interés amoroso |